# Río Chayanta
Der Río Chayanta ist ein rechter Nebenfluss des Río San Pedro im Zentrum des südamerikanischen Andenstaates Bolivien.

## Flusslauf
Der Río Chayanta nimmt seinen Anfang am Nordosthang des sechs Kilometer langen Höhenrückens zwischen dem Cerro Chavina Chico (4325 m) und dem Cerro Sikilimuna (4304 m) im Zentrum der Cordillera Azanaques auf einer Höhe von 4112 m, dreieinhalb Kilometer südwestlich der Kleinstadt Chayanta.  
Von dort aus fließt der Río Chayanta zuerst 40 Kilometer in nördlicher, dann 115 Kilometer in südöstlicher und später noch einmal knapp 40 Kilometer in nördlicher Richtung und mündet nach 194 Kilometern in den Río San Pedro an der Grenze zwischen den beiden Departamentos Potosí und Chuquisaca. Die Mündung des Flusses liegt in einer Entfernung von 83 Kilometern Luftlinie östlich seiner Quelle.

## Teilabschnitte
Der Fluss durchfließt auf seinem Lauf im Departamento Potosí auf den ersten 27 Kilometern in nördlichen Richtungen das Municipio Chayanta und bildet dann fünf Kilometer lang die Grenze zum benachbarten Municipio Llallagua, beide in der Provinz Rafael Bustillo gelegen, um dann auf weiteren sieben Kilometern wieder durch das Municipio Chayanta zu fließen.
Von Kilometer 39 bis 42 fließt der Fluss nach Nordosten und pendelt auf den drei Kilometern mehrmals zwischen dem Municipio Caripuyo in der Provinz Alonso de Ibáñez und dem Municipio Chayanta, bevor er sich nach Südosten wendet und erneut das Municipio Chayanta durchfließt.
Zwischen Kilometer 55 und 66 bildet der Fluss die Grenze zum Municipio Sacaca in der Provinz Alonso de Ibáñez und auf den folgenden zwölf Kilometern die Grenze zum Municipio San Pedro de Buena Vista in der Provinz Charcas.
Danach bildet er sieben Kilometer lang die Grenze zwischen dem Municipio Chayanta und dem Municipio Pocoata in der Provinz Chayanta, um dann 32 Kilometer lang in östlichen Richtungen das Municipio Pocoata zu durchfließen.
Anschließend fließt der Río Chayanta in nordöstlichen Richtungen und bildet die Grenze zwischen dem Municipio Pocoata und dem Municipio Colquechaca, die beide zur Provinz Chayanta gehören.
Auf den restlichen 67 Kilometern bildet der Fluss dann die Grenze zwischen dem Municipio San Pedro de Buena Vista im Nordwesten und drei weiteren Municipios, 27 Kilometer lang mit dem Municipio Colquechaca, 18 Kilometer lang mit dem Municipio Ravelo in der Provinz Chayanta, und schließlich 22 Kilometer mit dem Municipio Poroma in der Provinz Oropeza im Departamento Chuquisaca.   
Der Río Chayanta ist auf seiner gesamten Länge nicht schiffbar und je nach Jahreszeit deutlichen Wasserschwankungen unterworfen.

## Einzugsgebiet
Der Río Chayanta entwässert ein etwa 8960 km² großes Gebiet in den östlichen Anden Boliviens. Das Einzugsgebiet befindet sich im Norden des Departamentos Potosí zwischen den Städten Oruro, Potosí, Sucre und Cochabamba. Es grenzt im Norden an das Einzugsgebiet des oberstrom gelegenen Río San Pedro. Im Westen wird es durch einen Höhenzug begrenzt, der die Wasserscheide zum Poopó-See bildet. Im Südwesten erhebt sich das Bergmassiv des 5144 m hohen Wila Qullu. Im Süden grenzt das Einzugsgebiet des Río Chayanta an das des Río Pilcomayo.

## Ökologie
Im Einzugsgebiet des Río Chayanta befinden sich mehrere Bergwerke, in denen Zinn und weitere Metalle gefördert werden. Es handelt sich dabei um folgende Minen: Siglo XX, Ingenio Catavi-Siglo XX, Pucro und Colquechaca. Die Abwässer der Minen verschmutzen die abstrom gelegenen Gewässer und führen dort zu erhöhten Konzentrationen an Schwermetallen wie Arsen, Cadmium, Eisen, Blei, Nickel und Zink. Dies führt vermehrt zu Gesundheitsproblemen der Bevölkerung am Flusslauf, welche das Wasser als Trinkwasser und zur Bewässerung der Felder nutzt.